# 청도 척화비
청도척화비(淸道斥和碑)는 대한민국 경상북도 청도군 화양읍 서상리에 있는 척화비이다. 1985년 8월 5일 경상북도의 문화재자료 제109호로 지정되었다.

## 개요
척화비란 조선 고종 때 병인양요와 신미양요를 승리로 이끈 흥선대원군이 서양사람들을 배척하고, 그들의 침략을 국민에게 경고하고자 서울 및 전국의 중요한 도로변에 세우도록 한 비로, 이 비도 그 중의 하나이다.
긴 돌을 이어 붙인 네모난 구역안에 서 있는 비는 머릿돌은 얹지 않은 간결한 구조이다. 비문에는 “서양오랑캐가 침략하는데 싸우지 않으면 화해할 수 밖에 없으나 화해를 주장하는 것은 나라를 파는 것이니 자손만대에 경고하노라”라는 강한 경고문구가 적혀 있다.
척화비는 고종 8년(1871)에 전국에 동시에 세운 것으로, 고종 19년(1882) 임오군란이 일어나고 대원군이 청나라로 납치된 후 세계 각 나라들과 교류가 이루어지면서 대부분 철거되었으나, 이처럼 몇 기의 비들이 곳곳에 남아 그 속에 담긴 역사적인 의미를 전해주고 있다.

## 참고 자료
- 청도척화비 - 국가유산청 국가유산포털